# Gerbillus principulus
Espèce
Statut de conservation UICN

 DD  : Données insuffisantes
Gerbillus principulus ou Gerbillus (Hendecapleura) principulus est une espèce qui fait partie des rongeurs. C'est une gerbille de la famille des Muridés que l'on ne rencontre qu'au Soudan.